# دويغي ماغواير
دويغي ماغواير (بالإنجليزية: Dougie McGuire)‏ هو لاعب كرة قدم ومدرب كرة قدم بريطاني في مركز نصف الجناح، ولد في 6 سبتمبر 1967 في باثغيت في المملكة المتحدة. لعب مع كوفنتري سيتي وكوين أوف ساوث ونادي ألبيون روفرز ونادي دمبرتون ونادي سلتيك ونادي سندرلاند.